# Личко поље (Горски котар)
Личко поље је крашко поље, тј. крашка пониква у Горском котару, у Хрватској. Налази се 4 km југоисточно од Фужина, између огранака Битораја на североистоку, Вишевице на југоистоку, Медвеђака и Кобиљака на југозападу односно Великог Штрпца и Вршка на западу. Лежи на надморској висини 695–738 m и захвата површину од 24 km².
У овом пољу има крашких врела која су смештена уз његову западну ивицу. Кроз поље протиче понорница Личанка (10 km). Она се на свом току кроз Фужине назива Фужинарка, а понире код насеља Лич. У пољу постоји и неколико мањих језера. Марасово језеро смештено је у централном делу, а Поткош језеро познато је као мрестилиште пастрмке.
Дно поља прекривено је иловачом и алувијалним наслагама. Тло у западном делу поља погодно је за ратарство, нарочито за гајење кромпира. У јужном и источном делу има ливада и пашњака, па је у њима развијено сточарство. Насеља су углавном смештена по ивичним деловима поља. Највеће насеље је Лич, а остала су Бановина, Пировиште, Поткобиљак и др.